# Lee Si-young
Pour l’article homonyme, voir Lee Si-young (actrice).
Yi Si-yeong (hangeul : 이시영), né le 6 août 1950 à Gurye dans le Jeolla du Sud en Corée, est un poète sud-coréen. 

## Biographie
Yi Si-yeong est né à Gurye dans la province de Jeollanam-do le 6 août 1950. Il commence sa carrière en 1969 avec la publication de son premier volume de poésies intitulé Pleine Lune (Manweol). Il écrit son deuxième recueil dix ans plus tard. Il a été notamment vice-président de la maison d'édition Chagjak gwa bipyeong pendant plusieurs années. Il a également travaillé en tant que directeur du Centre de création littéraire à l'université Dankook. En 1992, le prix Jeong Ji-yong lui est décerné pour le poème 마음의 고향.6 - 初雪/Première neige. En 2012, il est élu au poste de président du Conseil d'administration de l'Association des écrivains de Corée du Sud.

## Œuvre
Poète à la sensibilité délicate, il a commencé par dépeindre la vie quotidienne difficile de ses concitoyens sous la dictature militaire de Park Chung-hee dans les années 1970 et 1980. Il a ainsi exploré le quotidien des gens ordinaires durant cette période avec beaucoup de compassion et de sympathie. Il cherche à transformer son art en une chanson pour les masses souffrantes. Ses premiers poèmes sont écrits en prose avec une métrique assez longue et expriment la compassion du poète envers les pauvres et les faibles, et dans le même temps, ils incarnent sa détermination farouche de préserver leur dignité, même au milieu des plus grandes difficultés.
À partir des années 1990, ses poèmes sont devenus considérablement plus courts. Composés de pas plus de deux ou trois lignes, ils ont les mêmes caractéristiques que les poèmes bouddhistes zen, notamment dans l'utilisation d'un langage minimaliste et dans leur forme compactée. Les œuvres de cette période rappellent le fait que le poète avait fait ses débuts littéraires avec le sijo, forme poétique traditionnelle en Corée caractérisée par sa concision.  
Cette évolution dans le style poétique indique que le lyrisme des premiers poèmes a laissé place à un certain apaisement et à la contemplation.